# Hitachi NAS
 (novembre 2014).
Si vous disposez d'ouvrages ou d'articles de référence ou si vous connaissez des sites web de qualité traitant du thème abordé ici, merci de compléter l'article en donnant les références utiles à sa vérifiabilité et en les liant à la section « Notes et références ».
Hitachi NAS (ou High-performance N A S, aussi désigné par l'acronyme HNAS), est une solution de la société Hitachi dédiée aux services de partage de fichiers sur réseau IP. Elle est constituée de logiciels intégrés et d’un matériel de type « Gateway », c’est-à-dire qu’elle est bâtie à partir d’une « tête » à connecter à un stockage Hitachi (SAN FC), au choix de l’architecture et des objectifs d’utilisation.
Cette solution HNAS est issue du rachat en septembre 2011 de la société BlueArc (en).
Avec cette tête NAS matériel, les configurations proposées sont de niveau Stand-Alone (une tête) ou Cluster (deux têtes), avec la capacité de monter jusqu’à huit têtes (GRID), assurant un Fail over et un Load Balancing automatisés sur des systèmes de fichiers gérés par une virtualisation intégrée et complète, entièrement compatible avec les environnements mixtes et natifs, NFS (Unix, Linux), CIFS (Windows), FTP et iSCSI.

## Description avancée

### Design matériel
La plate-forme se différencie principalement par une architecture matérielle basée sur des FPGA, permettant la parallélisation des traitements. Chaque couple de puces FPGA est associé à une mémoire dédiée (RAM et SDRAM) et assure une fonction spécifique dans le traitement des flux :
- le premier couple assure les traitements de niveau TCP/IP ;
- le second traite des protocoles réseau tel que NFS, CIFS et iSCSI[2] ;
- le troisième du système de fichiers et des fonctions associées, telles que les instantanés et la sauvegarde NDMP en version 2, 3 et 4 ;
- le quatrième couple prend en charge le protocole de stockage bloc des liens Fibre Channel.

### Fonction logicielle
Une des différenciations principales concerne la gestion des fichiers au travers d'un mécanisme nommé File Intelligent Tiering. Cela consiste à enregistrer les fichiers dans un espace de disques en rapport avec des règles basées sur la taille, la date et le type de fichier. Ce traitement est réalisé au sein d'un même système de fichiers bâti avec deux technologies de disques durs. Ainsi, il est possible dans un même répertoire d'enregistrer les fichiers bureautiques récents sur du disque rapide SSD, SAS ou FC (premier Tier) et d'enregistrer les anciens fichiers (plus vieux de six mois par exemple) sur du disque plus capacitif et moins coûteux tel que le Serial ATA (second Tier). La lecture ou l'écriture des données sur le second Tier est réalisée directement, il n'y a pas d'opération de déplacement vers le Tier 1, à moins d'une règle explicite de gestion.
La gestion interne de déplacement automatisé des fichiers est aussi disponible en mode externe, à travers les protocoles NFS et HTTP. Il s'agit tout simplement, via les mêmes règles de déplacement interne, de préciser une destination accessible par un partage réseau. Ainsi les accès au système de fichiers HNAS rendent transparent des accès sur une plate-forme tierce qui offre, par exemple, des services Cloud Storage (Hitachi Content Platform), des services de dé-duplication ou vers des librairies de bandes physique ou virtuelle (VTL).
En cas de nécessité d'accélération des écritures, il est aussi possible de dédier un espace sur des disques rapides (SSD ou SAS) pour assurer un service de Read Caching. L'administrateur désigne, par exemple, que tous les fichiers récents, c'est-à-dire avec une date de modification ou de création inférieure à une période seront systématiquement accessibles depuis ce cache disque rapide.